# Aristobia pallida
Aristobia pallida là một loài bọ cánh cứng trong họ Cerambycidae.